# Buscadores de fantasmas
Buscadores de fantasmas (Ghost Adventures en inglés) es un docurreality estadounidense emitido por primera vez el 17 de octubre de 2008 a través de Travel Channel. El programa está producido por MY Tupelo Entertainment, y sigue a los parapsicólogos Zak Bagans y Aaron Goodwin, los cuales buscan fenómenos paranormales en casas supuestamente encantadas. El programa está narrado por Zak Bagans.

## Origen
El programa comenzó originalmente como un documental independiente, que fue filmado por el equipo en 2004 y producido por Productions 4Reel en 2006. La Película Documental de 2004 recibió varios premios, incluyendo el Premio del Jurado 2006 al mejor documental en el Festival Internacional de Nueva York y el Festival Independiente de Video (NYIIFVF).

## Detalles
Cada "encierro" empieza con el equipo recorriendo el lugar al que van a visitar al mismo tiempo que Zak Bagans explica a la audiencia los fenómenos extraños y oscuros que tuvieron lugar además de entrevistar a testigos presenciales que aseguran haber visto (o notado) una presencia en el lugar. Basándose en las entrevistas, los parapsicólogos marcan varios puntos de la zona de investigación con una "X", supuestamente en zonas donde hay mayor actividad y colocando cámaras de visión nocturna. Una vez instalados todos los equipos, el grupo pasa la noche encerrado a la espera de que se manifiesten los espíritus, ya sea mediante psicofonías, termómetros digitales o campos electromagnéticos. 
Durante las primeras temporadas, uno de los puntos más controvertidos del programa es el método de Zak Bagans para comunicarse con los entes en los que no duda en llegar a la agresión verbal para captar un fenómeno, razón por la que ha sido calificado de irrespetuoso con los espíritus. En respuesta a las críticas, asegura que respeta el más allá y que solo provoca a las entidades demoníacas con el objetivo de recibir respuestas. En una entrevista realizada en 2009 para Paranormal Underground, declaró: 

No quiero que los televidentes nos vean como cazafantasmas provocadores y con ganas de bronca. Tan solo lo hacemos a los espíritus malignos que causan daño a los vivos.

 El propio Bagans también menciona este concepto en otras entrevistas y programas a lo largo de la serie.

## Temporadas
| Temporada | Episodios | Emisión | Emisión                  |                         |
| Temporada | Inicio    | Final   |                          |                         |
| --------- | --------- | ------- | ------------------------ | ----------------------- |
|           | EE        | 26      | 17 de octubre de 2008    |                         |
|           | 1         | 8       | 17 de octubre de 2008    | 5 de diciembre de 2008  |
|           | 2         | 8       | 5 de junio de 2009       | 24 de julio de 2009     |
|           | 3         | 10      | 11 de octubre de 2009    | 8 de enero de 2010      |
|           | 4         | 27      | 17 de septiembre de 2010 | 10 de junio de 2011     |
|           | 5         | 10      | 17 de septiembre de 2011 | 16 de diciembre de 2011 |
|           | 6         | 7       | 9 de marzo de 2012       | 27 de abril de 2012     |
|           | 7         | 18      | 14 de septiembre de 2012 | 19 de abril de 2013     |
|           | 8         | 11      | 16 de agosto de 2013     | 15 de noviembre de 2013 |
|           | 9         | 13      | 15 de febrero de 2014    | 12 de julio de 2014     |
|           | 10        | 11      | 4 de octubre de 2014     | 7 de marzo de 2015      |
|           | 11        | 11      | 22 de agosto de 2015     | 7 de noviembre de 2015  |
|           | 12        | 13      | 30 de enero de 2016      | 6 de agosto de 2016     |
|           | 13        | 13      | 24 de septiembre de 2016 | 14 de enero de 2017     |
|           | 14        | 11      | 25 de marzo de 2017      | 15 de julio de 2017     |
|           | 15        | 11      | 23 de septiembre de 2017 | 13 de enero de 2018     |
|           | 16        | 9       | 24 de marzo de 2018      | 14 de julio de 2018     |
|           | 17        | 6       | 3 de noviembre de 2018   | 8 de diciembre de 2018  |
|           | 18        | 6       | 23 de febrero de 2019    | 26 de abril de 2019     |
|           | 19        | 7       | 8 de junio de 2019       | 20 de julio de 2019     |
|           | 20        | 3       | 2 de noviembre de 2019   | 16 de noviembre de 2019 |
|           | 21        | 12      | 27 de febrero de 2020    | 14 de mayo de 2020      |
|           | 22        | 11      | 5 de noviembre de 2020   | 30 de abril de 2021     |
|           | 23        | 6       | 22 de julio de 2021      | 26 de agosto de 2021    |
|           | 24        | 8       | 10 de marzo de 2022      | 28 de abril de 2022     |
|           | 25        | 10      | 15 de septiembre de 2022 | 24 de noviembre de 2022 |
|           | 26        | 11      | 7 de junio de 2023       | 23 de agosto de 2023    |
|           | 27        | 5       | 11 de octubre de 2023    | 8 de noviembre de 2023  |
|           | 28        | 4       | 15 de mayo de 2024       | 12 de junio de 2024     |
|           | 29        |         | 23 de abril de 2025      |                         |